# Madre Maria da Conceição
Madre Maria da Conceição, O.S.C. foi uma monja clarissa do Convento de Santa Clara do Desterro. Nascida em Salvador da Bahia, era filha do Capitão de Infantaria Bartolomeu Nabo Correia e Dona Luísa Bixarxe. Teve um irmão e três irmãs, uma das quais entrou juntamente com ela no convento, no dia 29 de setembro de 1686. Sua irmã, a Madre Vitória da Encarnação tornou-se a principal referência do Convento do Desterro pelos seus dons extraordinários e fama de santidade. 
Sobre a profissão religiosa das duas irmãs, realizada no ano seguinte da entrada das mesmas no convento, escreveu Dom Sebastião Monteiro da Vide, em 1720, na biografia da Madre Vitória, transcrita posteriormente na obra de Frei Jaboatão:
Com tais mostras de aproveitamento completou Victoria o seu noviciado, aos trinta de setembro do seguinte ano; mas por devoção especial, em que a acompanhou sua irmã mais velha a Madre Soror Maria da Conceição, quis professar, como o fizeram ambas a vinte e um de outubro, dia das Onze Mil Virgens, festejadas na cidade da Bahia com alegre, e pomposa celebridade, desposando-se com Cristo na terra pelos votos solenes no mesmo dia, em que no Céu pelo glorioso martírio se tinham desposado com o mesmo Senhor estas prudentes Onze Mil Virgens, como querendo as nossas noviças acrescentar o número, quanto lhes foi possível, fazendo de si mesmas sacrifício.